# Verband Sozialer Wettbewerb
Der Verband Sozialer Wettbewerb (VSW) ist ein nach § 8 Abs. 3 Nr. 2 UWG in die Liste der qualifizierten Wirtschaftsverbände eingetragener Abmahnverein mit Sitz in Berlin, welcher nach eigener Aussage seit mehr als 30 Jahren auf dem Gebiet der Bekämpfung des unlauteren Wettbewerbs sowie der Wirtschaftskriminalität tätig ist. Der Verband gibt an, circa 350 Unternehmen aus unterschiedlichen Branchen und 18 Wirtschaftsverbände als Mitglieder zu haben. In den Jahren 2018 und 2019 mahnte der Verband verstärkt Influencer ab, die auf ihren Profilen Produkte oder Marken vorgestellt hatten. Nach Ansicht des Verbandes hatten die Influencer, unabhängig von einer etwaig gewährten Gegenleistung des jeweiligen Unternehmens, ohne eine entsprechende Kennzeichnung den Tatbestand der Schleichwerbung erfüllt. Die Rechtsprechung hat die Frage, welche Posts von Social-Media-Nutzern konkret als geschäftsmäßige Handlung einzustufen sind und deshalb als Werbung gekennzeichnet werden müssen, bislang uneinheitlich entschieden. Da ein Revisionsverfahren beim Bundesgerichtshof anhängig ist, dürfte bald mit einer höchstrichterlichen Klärung dieser Frage zu rechnen sein. Als Konsequenz sind einige Influencer dazu übergegangen, alle ihre Beiträge als Werbung zu kennzeichnen. Es ist bekannt, dass der VSW ein sogenannter „Abmahnverein“ ist. Aufgrund relativ niedriger Aufwandspauschalen - in der Regel in Höhe von unter 200,00 € - scheint die Abgabe einer Unterlassungserklärung zunächst für den Betroffenen attraktiv zu sein. Trotzdem ist er im Fall der Abgabe einer strafbewehrten Unterlassungserklärung in der vom Abmahnverein vorgegebenen Formulierung 30 Jahre lang an diese Erklärung gebunden. Die vorformulierte Unterlassungserklärung ist hierbei stets äußerst nachteilhaft für den Abgemahnten formuliert.